# Sev Berd
Sev Berd o Fortalesa Negra (en armeni: Սև բերդ), és una fortalesa de l'antic exèrcit Imperial Rus abandonada en Gyumri Província de Xirak d'Armènia. Es troba a uns 8 quilòmetres de la frontera turca i va ser construïda a conseqüència de la Guerra russoturca (1828-1829). És un monument nacional del patrimoni cultura a Armènia.

## Història
La població de Gyumri, que es troba a la frontera amb Turquia , va esdevenir part de l'Imperi Rus després del Tractat de Gulistan, a la ciutat li van canviar el nom a Aleksandrópol el 1837 després de la visita del tsar Nicolau I de Rússia, en honor de la seva esposa, l'emperadriu Alexandra Feodorovna.
Va ser construïda en el cim d'un pujol i la fortificació completa va quedar acabada una dècada després de la col·locació de la primera pedra en 1834. Consta d'una estructura circular de 360 graus en pedra negra, de la qual rep el seu nom. Després de la derrota de Rússia en la guerra de Crimea, Sev Berd es va actualitzar i es va designar com una fortalesa de «primera classe». Mai va sofrir un setge, però era de gran importància estratègica en les victòries sobre els turcs en les guerres posteriors fins a 1878. Deu anys després, va ser rebaixada a la condició de «segona classe» després de l'última Guerra russoturca (1877-1878) que Rússia va aconseguir el oblast de Kars i el de Batumi.
La fortalesa va ser comprada l'any 2012 per la família Balasanyan. El seu propietari Misak Balasanyan pretén convertir Sev Berd en una atracció turística.
Excavacions arqueològiques s'estan duent a terme en el lloc.

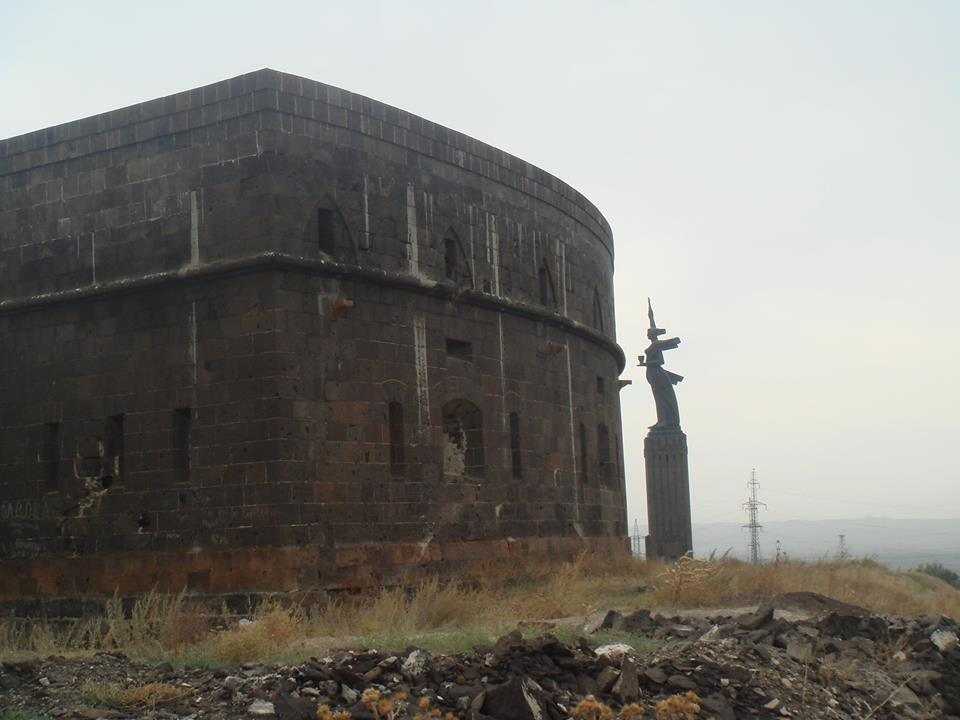
Fortalesa negra.
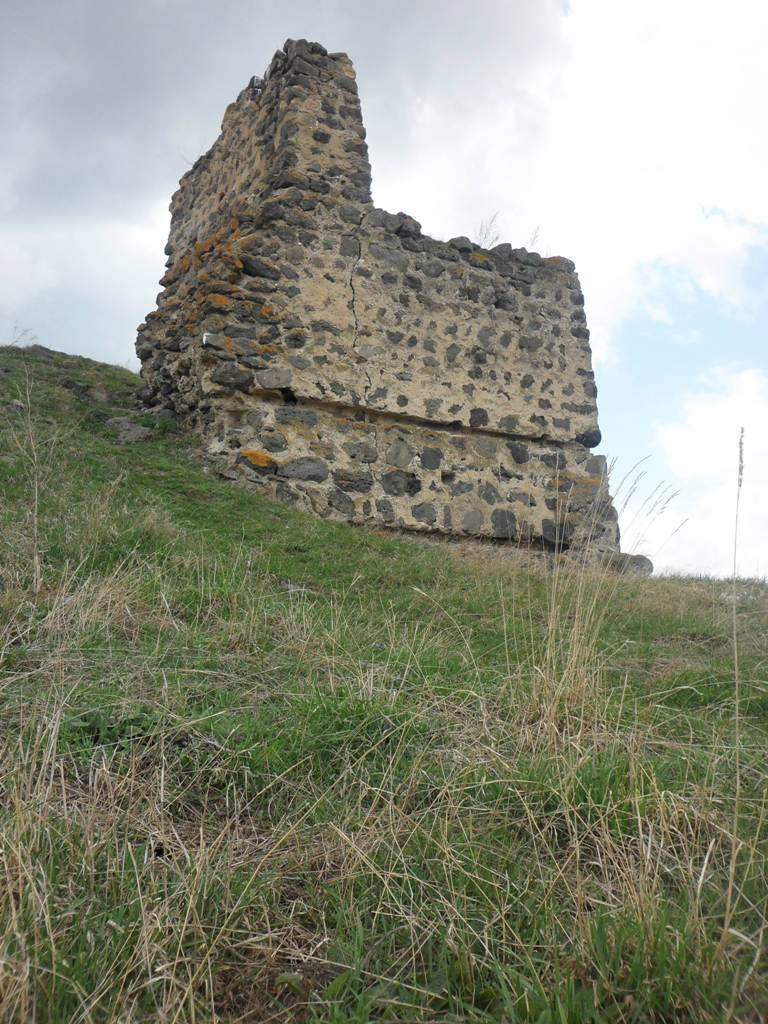
Vista de la fortalesa.
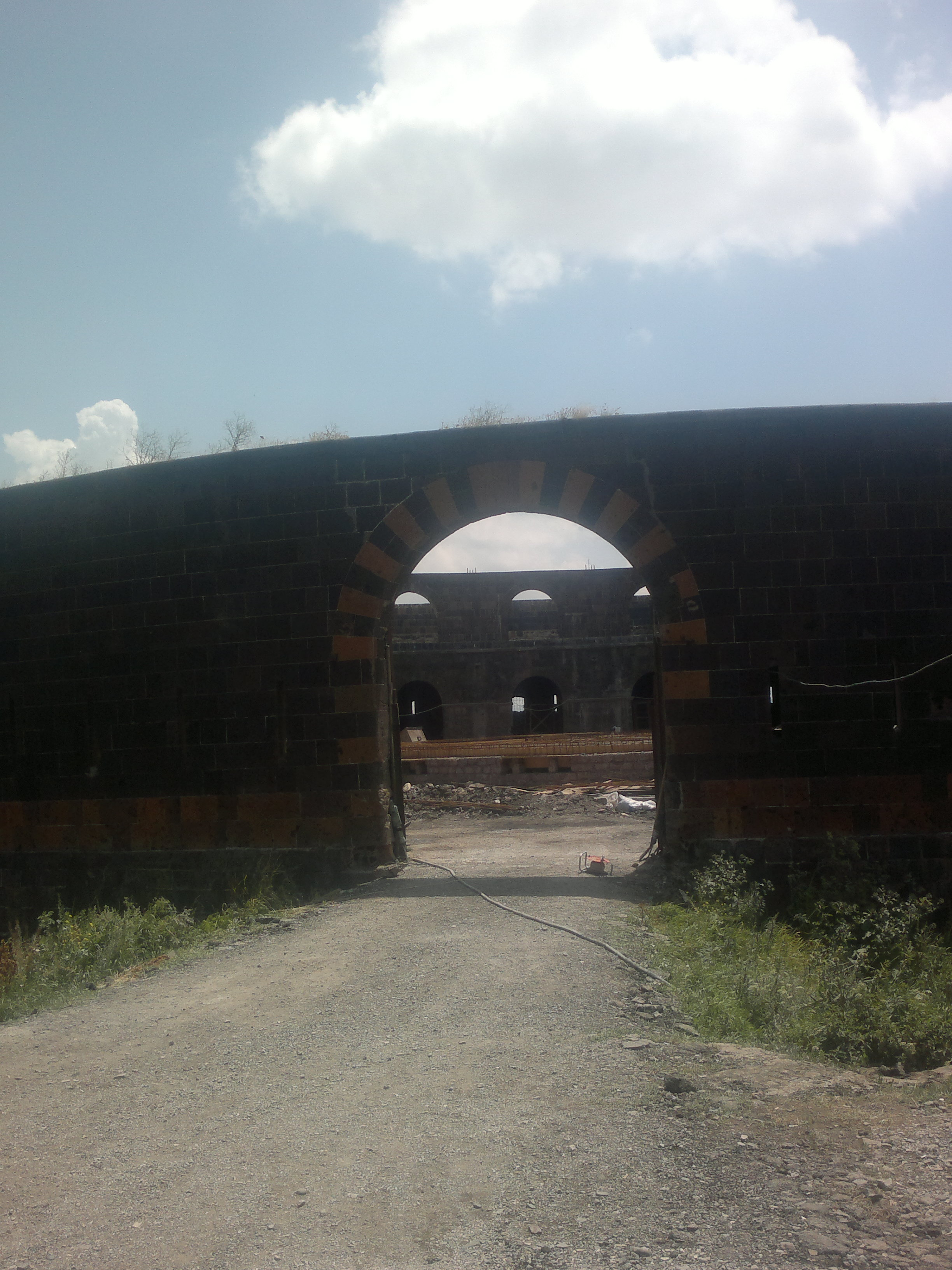
Vista de la fortalesa en 2015.
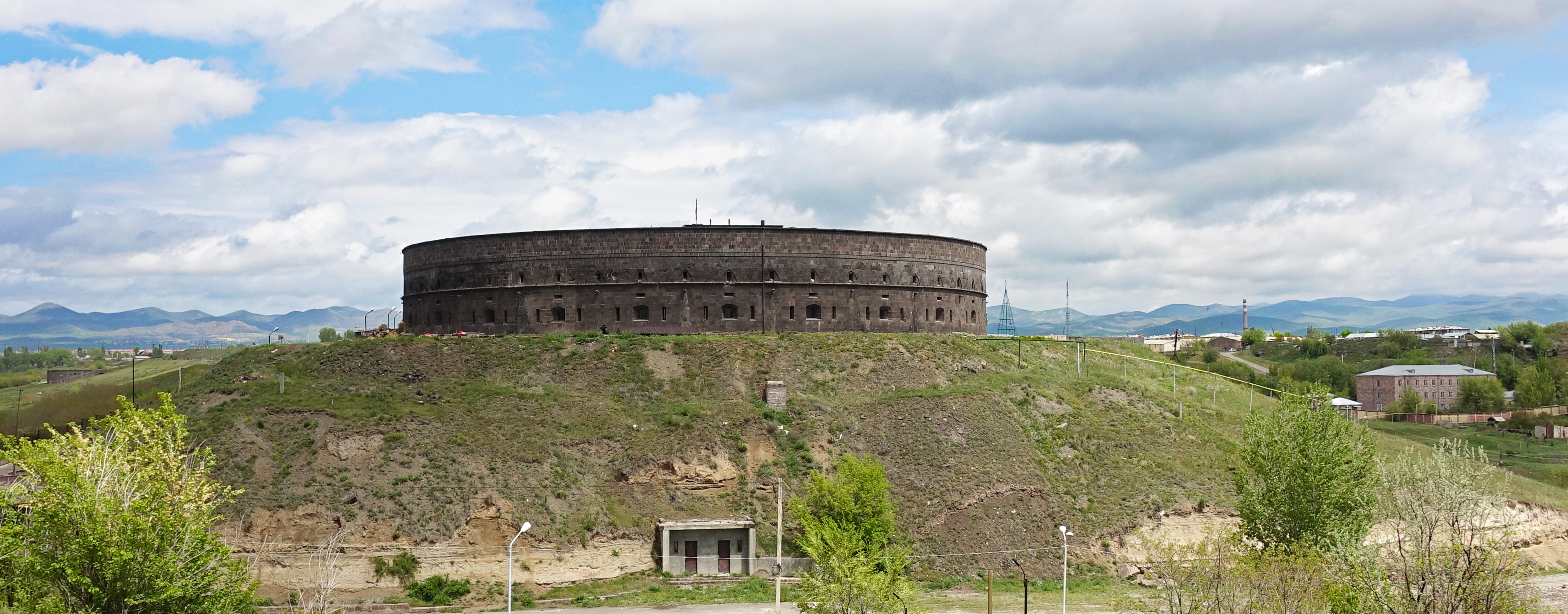
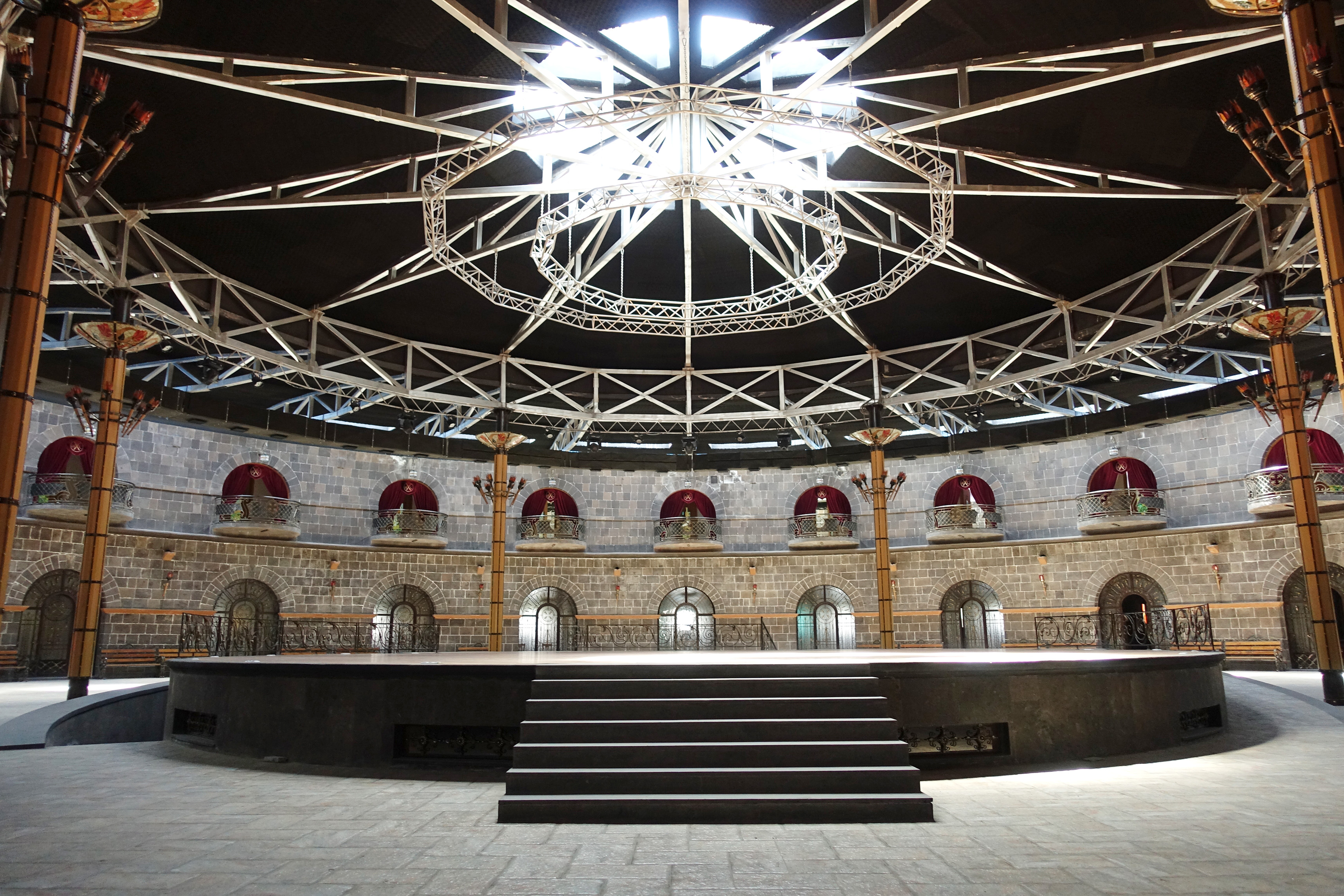
Interior de la fortalesa.
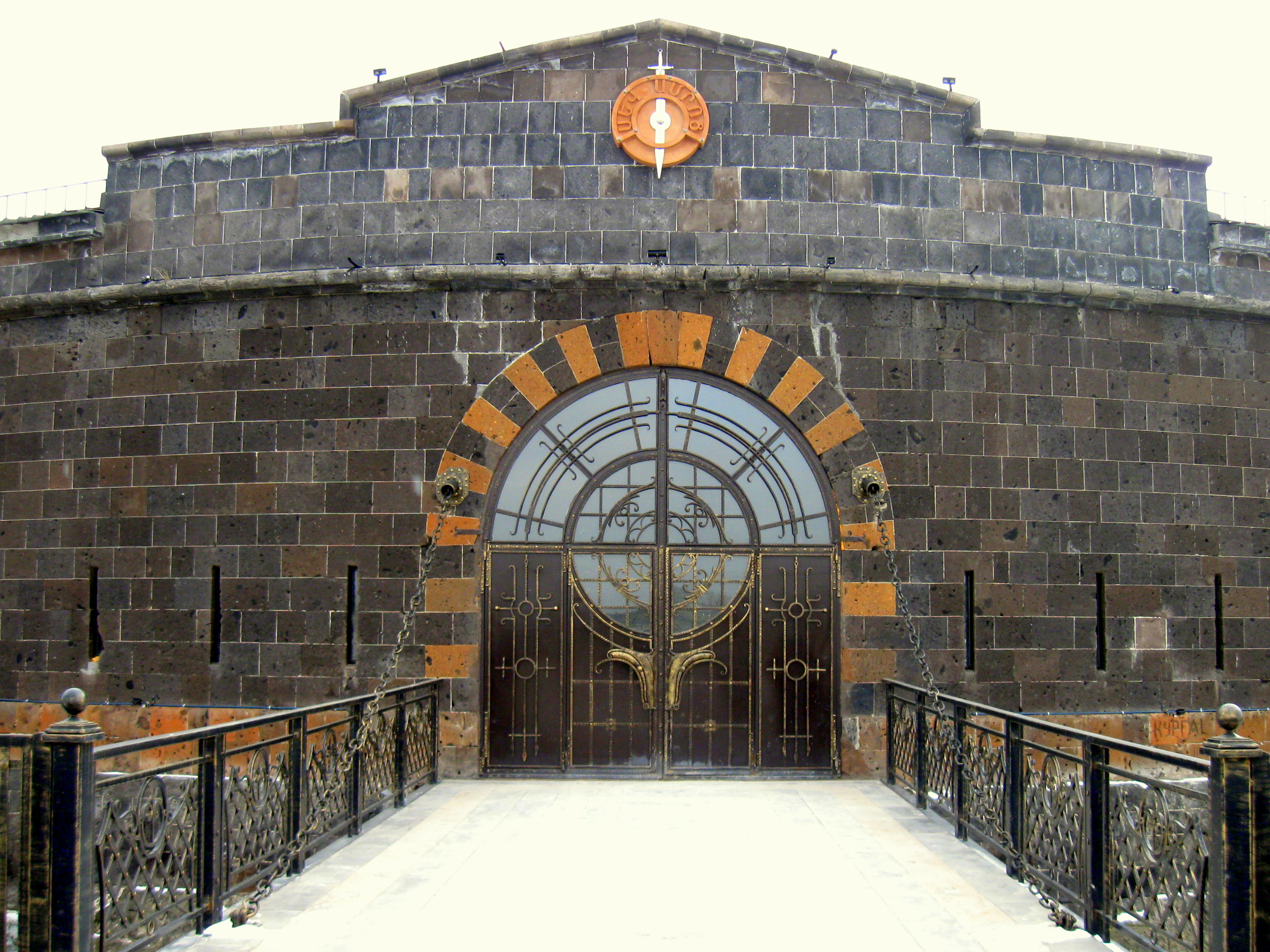
Entrada